# Cypella elegans
Cypella elegans är en irisväxtart som beskrevs av Carlos Luis Spegazzini. Cypella elegans ingår i släktet Cypella, och familjen irisväxter. Inga underarter finns listade i Catalogue of Life.